# Аспаррен (кантон)
Аспарре́н (фр. Hasparren) — упразднённый французский кантон, находился в регионе Аквитания, департамент Атлантические Пиренеи. Входил в состав округа Байонна.
Код INSEE кантона — 6412. Всего в кантон Аспаррен входило 7 коммун, из них главной коммуной являлась Аспаррен.

## Население
Население кантона на 2012 год составляло 8944 человека.
| 1962 | 1968 | 1975 | 1982 | 1990 | 1999 | 2006 | 2012 |
| ---- | ---- | ---- | ---- | ---- | ---- | ---- | ---- |
| 7822 | 7593 | 7523 | 7695 | 7800 | 7922 | 8334 | 8944 |

## Коммуны кантона
| Коммуна             | Население, чел. (2012) | Почтовый индекс | Код INSEE |
| ------------------- | ---------------------- | --------------- | --------- |
| Аспаррен            | 6160                   | 64240           | 64256     |
| Бонлок              | 370                    | 64240           | 64134     |
| Макай               | 542                    | 64240           | 64364     |
| Мандьонд            | 834                    | 64240           | 64377     |
| Меарен              | 259                    | 64120           | 64375     |
| Сен-Мартен-д’Арберу | 329                    | 64640           | 64489     |
| Сент-Эстебен        | 450                    | 64640           | 64476     |